# Richmond Kickers
Richmond Kickers este o echipă profesionistă de fotbal care joacă în Richmond, Virginia în Prima Ligă USL. Clubul a fost fondat în 1993, și este una dintre cele mai vechi echipe de fotbal încă în funcțiune în Statele Unite. Kickerii sunt gestionați de David Below, care a antrenat echipa din 2018.
Clubul a câștigat Cupa Statelor Unite din 1995.

## Lotul actual
| No. | Position | Player         | Nation        |
| --- | -------- | -------------- | ------------- |
| 10  | Fundaș   | Scott Thomsen  | Statele Unite |
| 11  | Mijlocaș | Matt Bolduc    | Statele Unite |
| 31  | Fundaș   | Braeden Troyer | Statele Unite |
| —   | Mijlocaș | Amass Amankona | Ghana         |
| —   | Atacant  | Dennis Chin    | Jamaica       |
| —   | Fundaș   | Josh Hughes    | Statele Unite |
| —   | Mijlocaș | Eli Lockaby    | Statele Unite |
| —   | Mijlocaș | Mutaya Mwape   | Zambia        |